# Saint-Didier, Vaucluse
Saint-Didier är en kommun i departementet Vaucluse i regionen Provence-Alpes-Côte d'Azur i sydöstra Frankrike. Kommunen ligger i kantonen Pernes-les-Fontaines som tillhör arrondissementet Carpentras. År 2022 hade Saint-Didier 2 192 invånare.

## Befolkningsutveckling
Antalet invånare i kommunen Saint-Didier
| Referens: INSEE |